# Mănăstirea Sfinții Apostoli Petru și Pavel din Huși
Mănăstirea Sfinții Apostoli Petru și Pavel este o mănăstire ortodoxă din România situată în orașul Huși, județul Vaslui. Situată în municipiul Huși, a fost ridicată în perioada 1494-1495. În 1599 a fost refăcută de Ieremia Movilă, în 1711 incendiată de turci și reparată din nou între 1711-1715 de Nicolae Mavrocordat. În anii 1910-1911 i s-a adăugat pridvorul, iar în 1940-1945 au fost executate picturile murale interioare.